# Вольпе, Цезарь Самойлович
Цезарь Самойлович Вольпе (17 октября 1904 — осень 1941) — советский литературовед и критик.

## Биография
Родился в Тифлисе в семье врача Самуила Цезаревича Вольпе (1861—?) и Флоры Яковлевны Вольпе (1871—?). Окончил историко-филологический факультет Бакинского университета (1925), посещал семинар, где преподавал поэт-символист Вячеслав Иванов. В 1926 году переехал в Ленинград. Работал в ИЛЯЗВ (1926—1930). Аспирант Государственной академии искусствознания (1930—1933). Преподавал в вузах, одновременно был заведующим редакцией журнала «Литературная учёба» (1929—1930), заведующим библиографическим отделом журнала «Звезда» (1930—1933).
Был большим знатоком и классической русской поэзии (первая половина XIX века), и современной ему литературы. Он считался выдающимся специалистом по творчеству Жуковского (подготовил посвящённые Жуковскому тома Большой (2 т., 1939—1940) и Малой (1936) серии «Библиотеки поэта»), писал о Зощенко, подготовил к изданию тома Брюсова (1935), Андрея Белого (1940 в Малой серии «Библиотеки поэта»).
В 1933 году Вольпе, работавший тогда в журнале «Звезда», на свой страх и риск напечатал в журнале произведение Мандельштама «Путешествие в Армению» и за это был уволен.
«Война застала его в Крыму. Он возвращался в Ленинград через Москву. Я, после тяжёлой медицинской операции, находилась в Переделкине, у Корнея Ивановича, вместе с Люшей. Перед отъездом в Ленинград Цезарь Самойлович пробыл у нас целый день. Тогда мы увиделись в последний раз»
Погиб в 1941 году при эвакуации из осаждённого Ленинграда по «Дороге жизни» через Ладожское озеро.

## След в историко-биографическом макаренковедении
Ц.С. Вольпе вошёл в макаренковедение, как литературовед, представлявший произведения А.С. Макаренко на его встрече с ленинградскими читателями в середине октября 1938 г. (отчёт об этом был впервые обнародован в "УГ" в декабре 1940 г.)

...когда мы говорим о народности советского искусства, мы говорим именно об этой стороне, которая отражает лицо советского искусства. И у нас есть такие книги. Они написаны по большей части людьми, которые сделали большое дело в истории нашего строительства.
Я бы назвал 3 книжки: первая – «Чапаев» Фурманова, которая построена на материале личной работы Фурманова в чапаевской дивизии; вторая – «Как закалялась сталь» Островского и третья – «Педагогическая поэма» А.С. Макаренко, потому что эта книга также есть результат огромного дела, о котором читаешь с совершенным удивлением и о котором потом, я думаю, с полным основанием, будут складывать легенды.
...
Я должен сказать, что если говорить о книжках А.С. Макаренко, то следует отметить, что в литературном плане они обладают огромным достоинством – мы обнаруживаем в них необычайное умение автора видеть человека насквозь. В нескольких словах писатель даёт такое представление о герое своего произведения, что вы потом ни с кем его не смешаете. Это есть и в «Педагогической поэме» и во «Флагах на башнях».
Следующее большое достоинство произведений А.С. Макаренко – необычно живой диалог. Благодаря этому умению, писатель Макаренко и создал вещи, которыми наша художественная литература с полным основанием гордится и которые она отмечает как наиболее важные симптоматические явления, характеризующие становление стиля нашей народной литературы.
Разрешите мне на этом своё краткое вступительное слово закончить. (Апл.)

## Семья
- Первая жена — Лидия Корнеевна Чуковская (1907—1996), литературовед.
  - Дочь — Елена Цезаревна Чуковская (1931—2015), химик и литературовед.
- Вторая жена — Елизавета Николаевна Купреянова (1906—1988), литературовед.
  - Александр Цезаревич Купреянов (Куприянов)[6] (1937-1991)[7]
- Брат — Абрам Самойлович Вольпе (1894—1941, расстрелян), возглавлял финансовую группу Госплана Азербайджанской ССР.